# Otto Roos
Otto Roos (* 20. Mai 1887 in Basel; † 24. November 1945 ebenda) war ein Schweizer Bildhauer, Maler und Zeichner.

## Leben und Werk

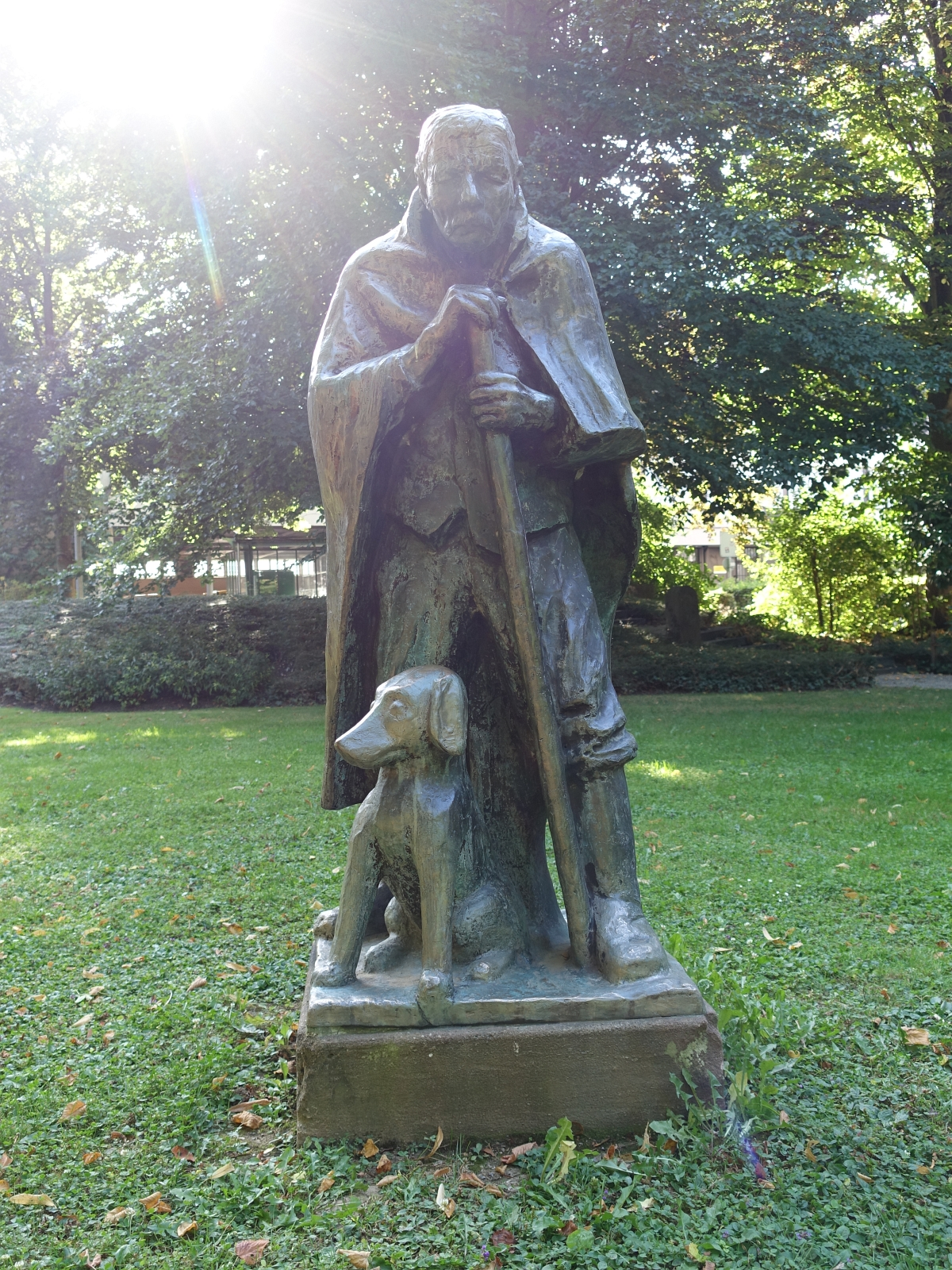
Schäfer mit Hund, 1933–1968, Wettsteinpark, Riehen

Otto Roos wuchs als Handwerkersohn zusammen mit acht Geschwistern in Basel auf. Mit 14 Jahren trat er eine Holzbildhauerlehre an, ab 1902 besuchte er gegen den Widerstand seiner Eltern die Kunstgewerbeschule Basel. Dort nahm er Unterricht bei Fritz Voellmy, Carl Gutknecht und Emil Faesch (1865–1915).
Von 1905 bis 1906 hielt sich Roos für zehn Monate in Berlin auf. Dort arbeitete er als Holzbildhauer bei der königlich-kaiserlichen Hofmöbelfabrik in der Landsbergerallee.
Anschliessend wanderte Roos nach Südwest-Kanada in die Provinz Alberta aus, wo er in der Nähe von Okotoks am Fuss der Rocky Mountains fast zwei Jahre lang auf einer Pferdefarm arbeitete. In dieser Zeit reifte sein definitiver Entschluss, Künstler zu werden. Eine Blutvergiftung zwang ihn zur Rückkehr nach Basel.
Als einer der ersten Schüler nahm er Privatunterricht in Malerei bei Hermann Meyer (1878–1961) und befreundete sich dort mit dem Künstler Karl Theophil Dick. Durch Dick kam Roos in den Kontakt mit Paul Basilius Barth, Jean Jacques Lüscher, Numa Donzé und Eduard Niethammer (1884–1967).
Ein Stipendium des Basler Kunstvereins ermöglichte es Roos, im Winter 1909–1910 in Paris an der Académie Ranson bei Aristide Maillol zu studieren, wo er sich mit August Suter befreundete. Roos bewunderte und verehrte Maillol zeitlebens.
1911 wurde Roos Mitglied in der Gesellschaft Schweizerischer Maler und Bildhauer. 1913 repräsentierte er mit anderen Schweizer Künstlern an der Münchener Secession die schweizerische Bildhauerei. Im gleichen Jahr erhielt Roos das Eidgenössische Kunststipendium. Roos war sowohl als Bildhauer als auch als Maler tätig.
Als Maler zählte er zur Generation der avantgardistischen Basler Künstler der Dunkeltonigen. Dieser als «Basels klassische Malergeneration» bezeichneten Künstlergruppierung gelang 1907 der Durchbruch mit einer gemeinsamen Ausstellung in der Kunsthalle Basel. Die Künstler pflegten einen freundschaftlichen Austausch mit der 1918 gegründeten Basler Künstlergruppe «Das neue Leben» und mit der Künstlergruppe «Rot-Blau» und beeinflussten die Entwicklung der Basler Malerei nach der Jahrhundertwende bis in die 1920er Jahre massgeblich.

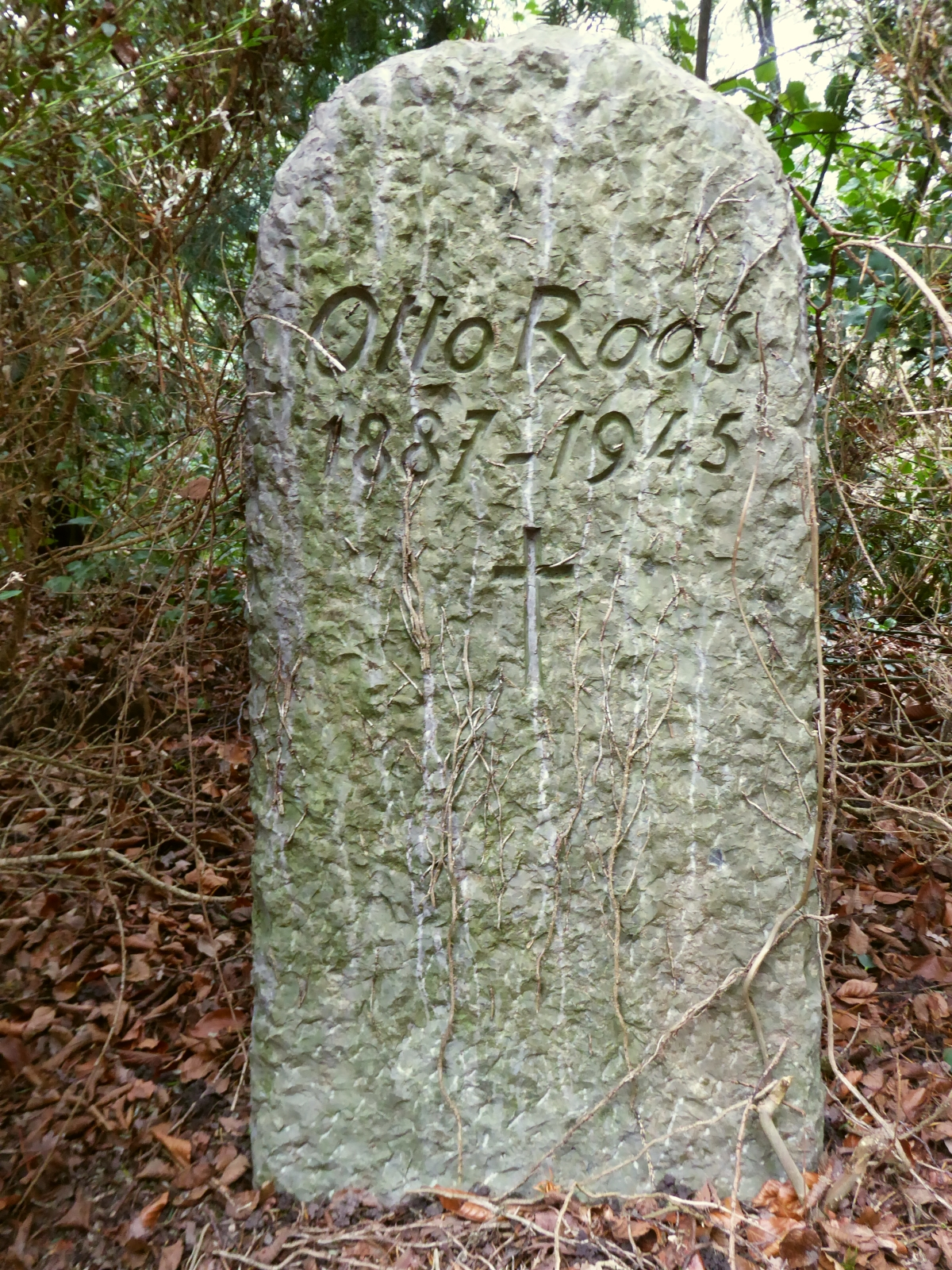
Grab auf dem Friedhof am Hörnli in Basel

Seine Vorliebe für verhangene, regnerische Landschaften kommt in seinen zahlreichen Gemälden und Zeichnungen zum Ausdruck. Als Bildhauer schuf Roos zahlreiche Porträtbüsten prominenter Basler Persönlichkeiten. Roos war mit Hannes Meyer, Hermann Scherer, Rudolf Maeglin, Hans Berger, Ernesto Schiess, Jakob August Heer und Max Uehlinger (1894–1981) befreundet.
1933 fand in der Basler Kunsthalle eine von Roos mitorganisierte grosse Maillol-Ausstellung statt. Roos arbeitete vorwiegend im Raum Basel. Einige seiner Werke gingen aus dem Kunstkredit Basel-Stadt hervor. Er war 1936–1941 Vorstandsmitglied des Basler Kunstvereins und unter Augusto Giacometti Mitglied der Eidgenössischen Kunstkommission.
Zu seinem 50. Geburtstag erhielt Roos vom Basler Kunstverein eine Jubiläumsausstellung. Während des Zweiten Weltkrieges hielt sich Roos oft in Lüscherz auf. Dort entstanden viele seiner Landschaftsbilder, und im nahe gelegenen Internierungslager Büren an der Aare, dem grössten Internierungslager der Schweiz, porträtierte Roos viele Internierte.
Roos heiratete 1920 Rosalie Ackermann (1888–1986), Lehrerin an der Basler Töchterschule, und lebte ab 1927 mit ihr im Rebberg-Gebiet «am Schlipf» in Riehen.
Otto Roos fand seine letzte Ruhestätte auf dem Basler Friedhof am Hörnli. 1946 würdigte der Basler Kunstverein Roos’ umfangreiches Schaffen in einer Gedächtnisausstellung. Der schriftliche Nachlass von Roos befindet sich in der Dokumentationsstelle der Gemeindeverwaltung von Riehen. Der künstlerische Nachlass wird von der Erbengemeinschaft Otto Roos verwaltet. 1975 wurden in Riehen in einer Gedächtnisausstellung Werke von Otto Roos, Hans Sandreuter und Josef Keller (1923–1964) gezeigt.

Skulpturen
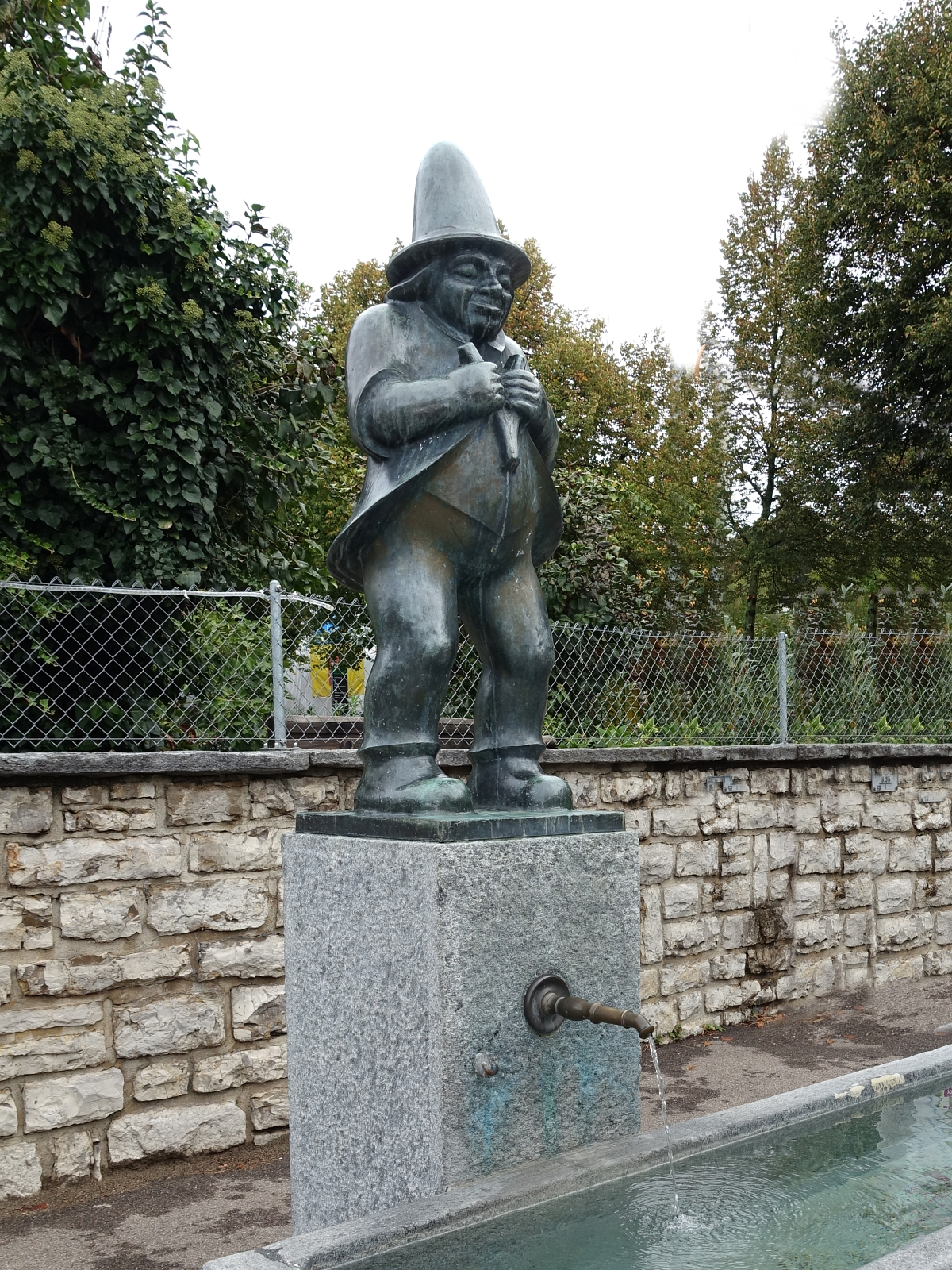
Wasserschmeckerbrunnen, 1937, Riehen
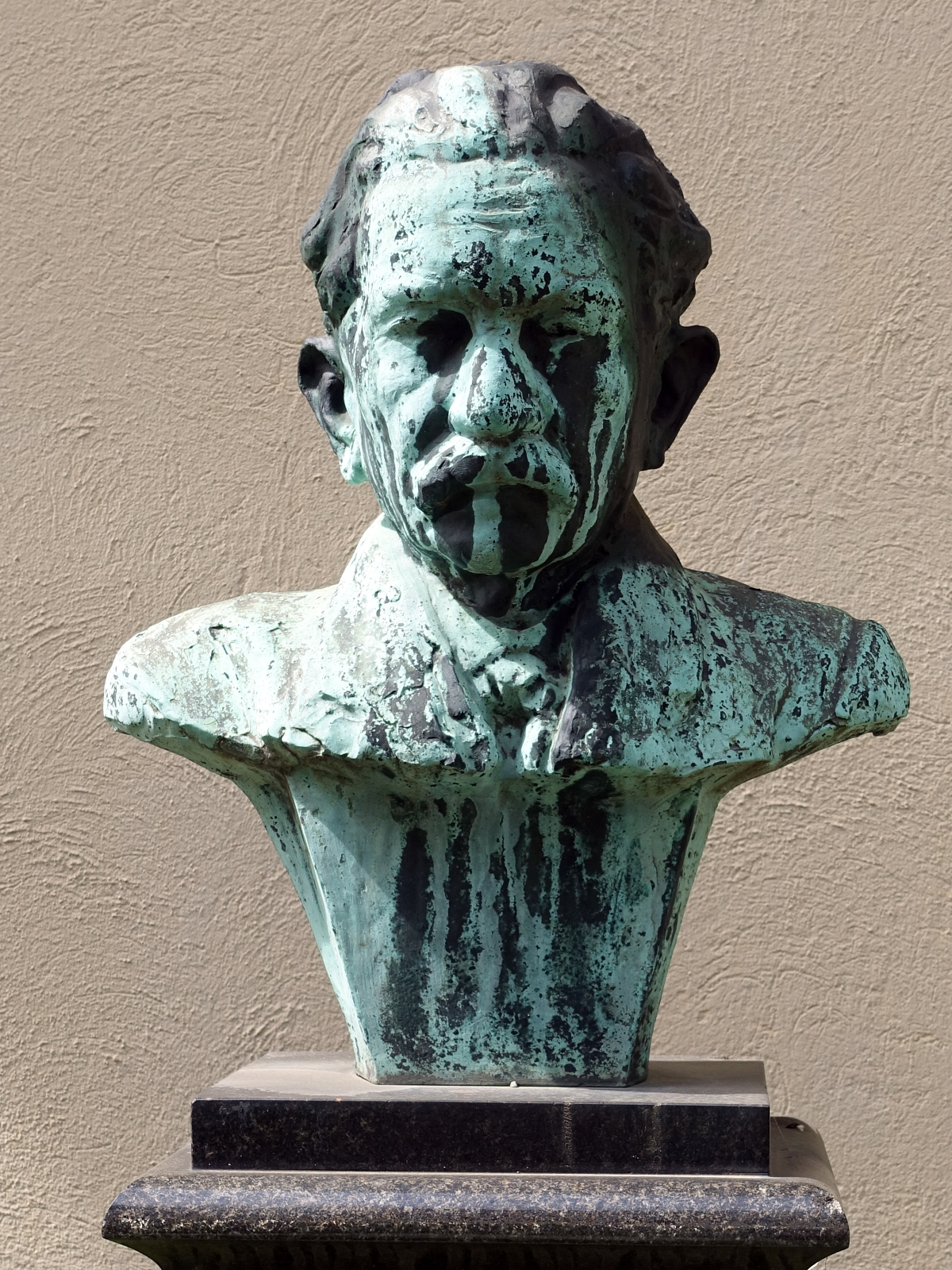
Büste für Hans Huber, 1921, Musik-Akademie der Stadt Basel
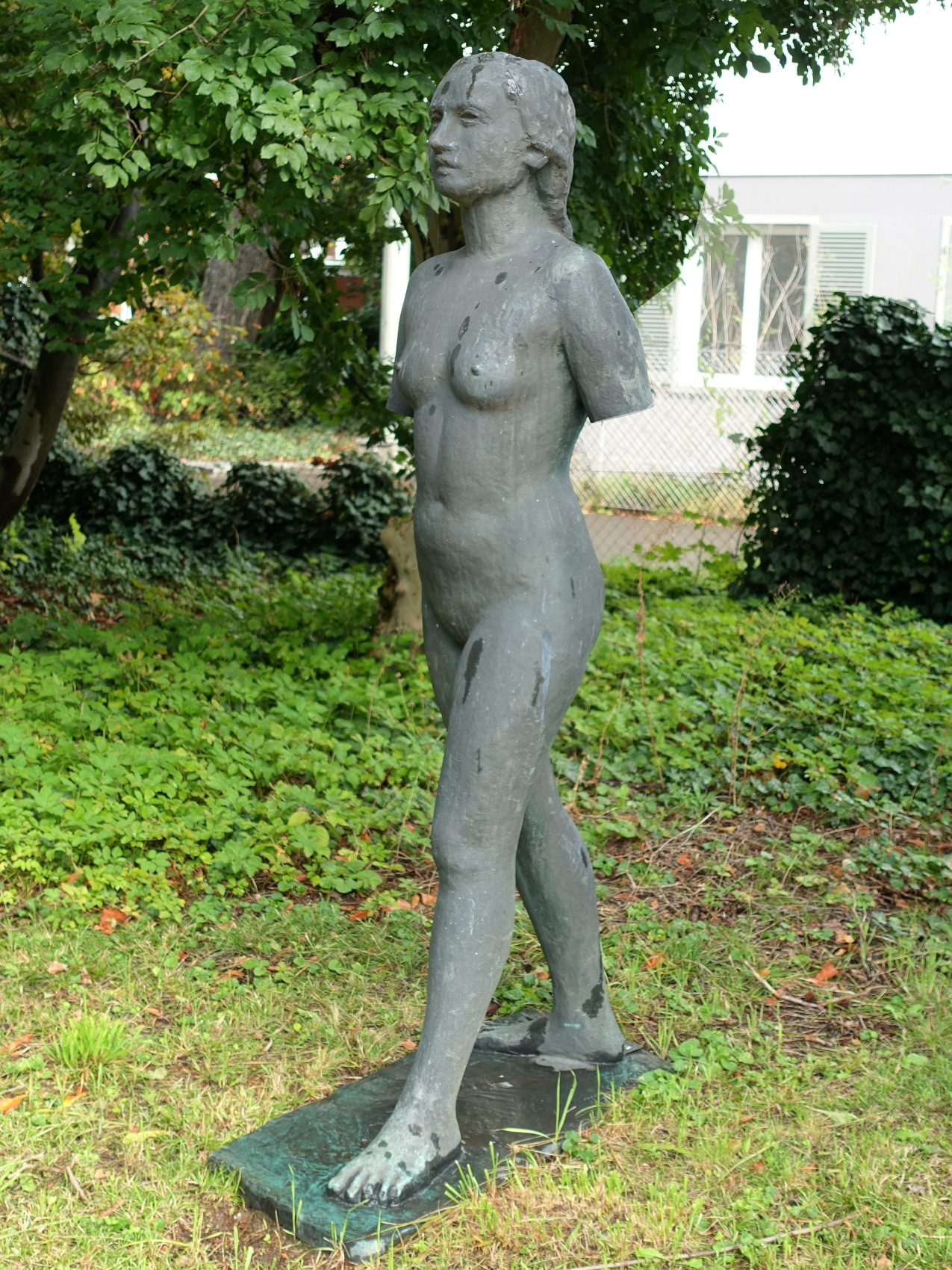
Die Schreitende, Skulptur, 1932, im Garten der Pädagogischen Hochschule FHNW
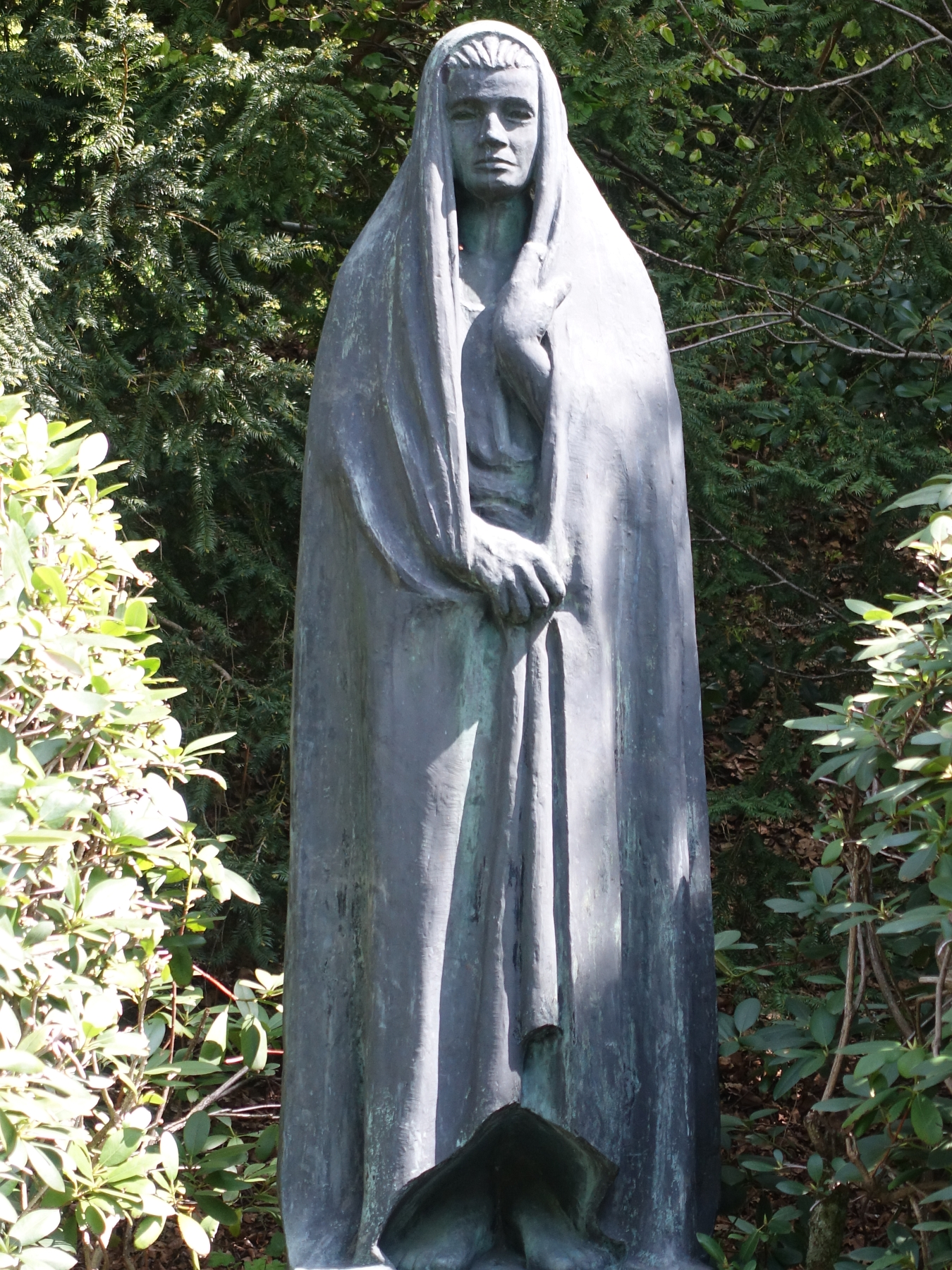
Die Trauernde, Grabskulptur, 1928, für das Familiengrab Staechlin auf dem Friedhof am Hörnli in Riehen